# 니콜라 슈렐리
니컬라 슈렐리(Nickola Shreli)는 미국의 배우이다.
디트로이트에서 태어났다.

## 출연 작품
- 킬러맨 (2019) - 리언 더포 역
- 캐쉬 온리 (2015년) - 엘비스 역
- 마피아 (2012년) - 거리 불량배 역
- 어브덕션 (2011년) - 앨릭 역

### 텔레비전
- Low Winter Sun (2013)